# Oresbius alpinophilus
Oresbius alpinophilus är en stekelart som beskrevs av Sawoniewicz 1993. Oresbius alpinophilus ingår i släktet Oresbius och familjen brokparasitsteklar. Inga underarter finns listade i Catalogue of Life.